# Molophilus tetragonus
Molophilus tetragonus là một loài ruồi trong họ Limoniidae. Chúng phân bố ở miền Cổ bắc.